# Турски језик
Турски језик (тур. Türkçe) је туркијски језик којим се говори у Турској, Кипру, Бугарској, Грчкој, Северној Македонији и другим земљама бившег Османског царства. Турски говоре и милиони турских емиграната у Европској унији. Број домаћих говорника је неизвестан, првенствено због помањкања језичких података о мањинама из Турске. Број од 70 милиона који се користи у овом чланку претпоставља да је турски матерњи језик неких 80% турског живља, док курдски заузима већину преосталог броја. (Лингвистичке мањине у Турској су међутим двојезичне и говоре турски.)
Постоји велики степен међусобне разумљивости између турског и других огушких језика, попут азербејџанског, туркменског и кашкајског. Ако би се ови прибројили „турском“, број домаћих говорника би био 100 милиона, док би укупан број, укључујући говорнике другог језика, био 250 милиона.
До 1928, турски језик је писан модификованом верзијом арапског писма. Од 1928. користи се латински алфабет са 29 слова: 

## Географска расподела
Турски језик се углавном говори у Турској и међу мањинама у 35 других држава, посебно на територијама које су некада биле део Османског царства, као што је: Бугарска, Румунија, Србија (највише на Косову и Метохији), Македонија, Сирија, Грчка (посебно Западна Тракија) и Израел (турски Јевреји).
Преко 2 милиона људи говори турски језик у Немачкој, а постоји прилично велик број турских заједница у Аустрији, Белгији, Француској, Холандији, Швајцарској и Великој Британији.

### Званичан статус
Турски језик је званичан језик Турске, као и један од званичних језика на Кипру. Такође има званичан (мада не примаран) статус у неколико општина Македоније, у зависности од концентрације и броја људи који говоре турским језиком.
У Турској, орган који регулише граматику и норму турског језика је „Турска језичка асоцијација“ (Türk Dil Kurumu - TDK) коју је основао Мустафа Кемал Ататурк 1932. године под именом Türk Dili Tetkik Cemiyeti.
Нови турски алфабет је званично установила ТДК 1928. године, а она је и обликовала турски језик који се користи данас. ТДК је постала независна организација 1951. године, када је престало да важи правило да га мора надгледати Министарство просвете. Овај статус ТДК је трајао до августа 1983. године, када је ТДК опет повезан са влашћу после војног преврата 1980. године.

### Дијалекти
Модерни стандардни турски је базиран на дијалекту Истанбула. Главни дијалекти турског језика су:
- (говоре га мухаџири из Румелије) Укључује необичне дијалекте динлер и адакале,[8]
- (говори се на Кипру),
- (говори се у Једрену),
- (говори се у источној Турској),
- (говори се у региону источног Црног мора),
- (говори се у Егејском региону) има продужетак до Анталије,
- (говоре се на југу),[9]
- (говори се у региону средишње Анатолије),[10]
- (говори се у Кастамону и окружењу),
- (говори се у Грчкој, где се зове Kαραμανλήδικα).

## Писмо
Турски се пише користећи модификовано латинично писмо, које је Мустафа Кемал Ататурк увео 1928. као део покушаја да осавремени Турску. До 1928, турски се писао модификованим арапским писмом (в. Османлијски турски језик), након чега је употреба арапског писма законом забрањена.

## Изговор
У турском језику сваком слову одговара тачно један глас.
| Слово | Слово | IPA | Приближан изговор у српском     | Слово | Слово | IPA | Приближан изговор у српском |
| ----- | ----- | --- | ------------------------------- | ----- | ----- | --- | --------------------------- |
| A     | a     |     | као а                           | M     | m     |     | као м                       |
| B     | b     |     | као б                           | N     | n     |     | као н                       |
| C     | c     |     | као џ                           | O     | o     |     | као о                       |
| Ç     | ç     |     | као ч                           | Ö     | ö     |     | као немачко ö               |
| D     | d     |     | као д                           | P     | p     |     | као п                       |
| E     | e     |     | као е                           | R     | r     |     | као р                       |
| F     | f     |     | као ф                           | S     | s     |     | као с                       |
| G     | g     | или | као г                           | Ş     | ş     |     | као ш                       |
| Ğ     | ğ     |     | продужује претходни самогласник | T     | t     |     | као т                       |
| H     | h     |     | као х                           | U     | u     |     | као у                       |
| I     | ı     |     | тзв. веларно и                  | Ü     | ü     |     | као немачко ü               |
| İ     | i     |     | као и                           | V     | v     |     | као в                       |
| J     | j     |     | као ж                           | Y     | y     |     | као ј                       |
| K     | k     | или | као к                           | Z     | z     |     | као з                       |
| L     | l     | или | као л                           |       |       |     |                             |

## Граматика
Турски језик је аглутинативни језик и обилује суфиксима, али практично нема префиксе. Суфикси служе за творбу речи као и да означе граматичку функцију.
У турском језику постоји „хармонија самогласника“, што је принцип по којем турске речи имају искључиво задње самогласнике (a, i, o, u) или само предње (e, i, ö, ü). На пример, ознака -den може значити -dan или -den, зависно од хармоније самогласника у речи.
Ево примера како се од турских речи суфиксима изводе сложенице, и чак реченице:
- „кућа“,
- „куће“,
- „твоја кућа“,
- „Ваша кућа“
- „моја кућа“,
- „код моје куће“,
- „код твоје куће“,
- „код Ваше куће“
- „у нашој кући“,
- „У твојој сам кући."
- „У Вашој сам кући."
- „Ми смо у твојој кући."
- „Ми смо у Вашој кући."
- „Ми смо у нашој кући."

### Наглашавање слога
У турском језику се наглашава посљедњи слог уз изузетке, кад су у питању речи страног порекла или комбинације речи и поједених наставака.

### Именице
Именице у турском језику имају категорију броја и падежа, али не и рода. Систематизацијом је турски језик сведен на 6 падежа: номинатив, генитив, акузатив, датив, локатив и аблатив. Множина именица формира се додавањем наставка –лер/-ла на номинатив једнине.
| Падеж     | Деклинације именице (човек) | Деклинација именице (соба) |
| --------- | --------------------------- | -------------------------- |
| Номинатив |                             |                            |
| Генитив   |                             |                            |
| Акузатив  |                             |                            |
| Датив     |                             |                            |
| Локатив   |                             |                            |
| Аблатив   |                             |                            |

### Придеви
Придеви у турском језику су непромјењива врста речи, немају категорију рода, броја а ни падежа. Углавном стоје испред именице у реченици. Пореде се помоћу речи daha (још) за компаратив и речи en (нај-) за суперлатив.
Пример компарације придева у турском језику:
- (леп човек)
- (лепши човек)
- (најлепши човек)

### Заменице
Деклинација личних заменица је приказана у табели:
| Једнина |           | (ја) | (ти) | (он, оно, она) |
| Једнина | Генитив   |      |      |                |
| Једнина | Датив     |      |      |                |
| Једнина | Акузатив  |      |      |                |
| Једнина | Локатив   |      |      |                |
| Једнина | Аблатив   |      |      |                |
| Множина | Номинатив |      |      |                |
| Множина | Генитив   |      |      |                |
| Множина | Датив     |      |      |                |
| Множина | Акузатив  |      |      |                |
| Множина | Локатив   |      |      |                |
| Множина | Аблатив   |      |      |                |

Локатив личних заменица се користи да би се изразио власнички однос. Нпр.:
- - у преводу (Ја) имам двоје новина.
- - у преводу (Ми) имамо бојице.

Турски језик има и специјалну личну заменицу kendi, која се користи у комбинацији са другим личним заменицама и поштује њихове падежне наставке, нпр. ben kendim (само ја), sen kendin (само ти). Показне заменице су: bu, şu и o. Деклинирају се по узору на личне заменице, уколико стоје пред именицом имају улогу придева.
Упитне заменице су:
- или , (ко?)
- или , (шта?)
- , (колико?)
- који?
- где

Упитне заменице се деклинирају такође по узору на личне заменице.

### Постпозиције и везници
Постпозиције у турском језику испунавају исту улогу као предлози (препозиције) у српском. Са падежима су повезане на следећи начин:
- са номинатив се користи постпозиције:

için (за), kadar (као)
- са генитивом се углавном користе постпозиције када се описују просторни односи:

önünde (пред), altında (под), içinde (у), dışında (u), yanında (близу), etrafında (oko), karşısında (против), ortasında (усред), sağında (десно), solunda (лево), üstünde (на), arkasında (за), arasında (међу)
- са дативом се користи постпозиције:

karşı (против), doğru (усмјерен против), kadar (к), göre (према), dair (због), rağmen (преко)
- са аблативом се користе постпозиције:

sonra (по), evvel (пре него), beri (временско од), öte (близу), dolayı (за), itibaren (временско од) и başka (осим)
- локативу, оговара постпозиција –ile/-la/-le, која може стајати самостално или бити припојена до речи, нпр.: benimle (са мном)

### Прилози
Турски језик разликује прилоге места, времена, начина, количине, мере те потврђивања и порицања.
- Прилози мјеста су: bura (овде), şura (ту), ora (тамо), aşağı (доле), yukarı (горе), yakın (близу), uzak (далеко), solda (лево), sağda (десно), dışarı (ван), geri (позади), ileri (напријед) и сл.
- Прилози временасу: şimdi (сада), geç (послије), sonra (потом), bazan (некада), erken (рано), ozaman (сада), dün (јучер), bugün (данас), yarın (сутра), eskiden (када год), ara sıra (често) итд.
- Прилози начина су: güzel (лепо), fena (ружно), iyi (добро), ezberden (напамет), yavaşça (полако), başbaşa (у четири ока) и сл.
- Прилози количине и мјере су: az (мало), çok (пуно), oldukça (доста), biraz (мало), fazla (више), iki misli (двократно), hayli (доста) и сл.
- Прилози потврђивања и порицања су: evet (да), hay hay (управо тако), muhakkak (сигурно), gene (поновно), sahi (стварно), ok (не) и сл.

### Бројеви
Бројеви у турском језику су промењива врста речи. Главни бројеви:
- 1
- 2
- 3
- 4
- 5
- 6
- 7
- 8
- 9
- 10
- 20
- 30
- 40
- 50
- 60
- 70
- 80
- 90
- 100
- 200
- 300
- 400
- 500
- 600
- 700
- 800
- 900

Код разломака се прво чита број у имениоцу у форми локатива, па онда бројилац у форми номинатива.

### Глаголи
Већином глаголи, главни изузетак је глагол бити, су правилни глаголи, конјугирају се по истим правилима, са уважавањем гласовне хармоније. Глаголску основу, чијим модификовањем настају остали глаголски облици, представља облик императива другог лица једнине. Инфинитив се формира додавањем наставака -mek тј. -mak при гласовној хармонизацији. Инфинитив може попримити све наставке као именица, тј. инфинитив се деклинира.
- Аорист се у турском језику изражава у више облика, у зависности да ли је постојаност неке радње спорна или није. Глагол пити у аористу, уколико радња није оспорена са „можда“, „изгледа“ и сл. има следећи облик:
  - 1. лице једнине 
  - 2. лице једнине 
  - 3. лице једнине 
  - 1. лице множине 
  - 2. лице множине 
  - 3. лице множине

Уколико је радња оспорена, на горенаведене облике се додаје наставак -şim.
- Презент, којим се у турском изражава радња која се дешава тренутно или у блиској будућности такође се јавља у неколико облика. Глагол пити у презенту, уколико радња није оспорена са „можда“, „изгледа“ и сл. има следећи облик:
  - 1. лице једнине 
  - 2. лице једнине 
  - 3. лице једнине 
  - 1. лице множине 
  - 2. лице множине 
  - 3. лице множине

Уколико је радња оспорена или неизвесна, презент глагола пити изгледа овако:
- - 1. лице једнине 
  - 2. лице једнине 
  - 3. лице једнине 
  - 1. лице множине 
  - 2. лице множине 
  - 3. лице множине
- Плусквамперфекат је глаголски облик који је такође нашао место у турском језику, уколико радња није оспорена или упитна плусквамперфект глагола пити изгледа овако:
  - 1. лице једнине 
  - 2. лице једнине 
  - 3. лице једнине 
  - 1. лице множине 
  - 2. лице множине 
  - 3. лице множине

Уколико радња јесте упитна тј. оспорена са можда, мислим и сл. тада плусквамперфекат глагола пити изгледа овако:
- - 1. лице једнине 
  - 2. лице једнине 
  - 3. лице једнине 
  - 1. лице множине 
  - 2. лице множине 
  - 3. лице множине
- Претерит, у турском језику описује радњу која се већ десила у овом тренутку, глагол пити у турском језику има облик:
  - 1. лице једнине 
  - 2. лице једнине 
  - 3. лице једнине 
  - 1. лице множине 
  - 2. лице множине 
  - 3. лице множине

Својом функцијом претериту, је и сличан глаголски облик имперфекат. Имперфекат глагола пити, уколико радња није оспорена, нити упитна има следећи облик:
- - 1. лице једнине 
  - 2. лице једнине 
  - 3. лице једнине 
  - 1. лице множине 
  - 2. лице множине 
  - 3. лице множине
- Футур у прошлости, је глаголски облик у турском језику. Футур у прошлости од неког глагола, прецизније би се могао превести на енглески језик него на српски језик, нпр. футур у прошлости глагола пити за прво лице једнине у турском је içmiş olacağım, у преводу на енглески језик: I will have drank. Уколико радња није оспорена или упитна, футур у прошлости глагола пити изгледа овако:
  - 1. лице једнине 
  - 2. лице једнине 
  - 3. лице једнине 
  - 1. лице множине 
  - 2. лице множине 
  - 3. лице множине
- Футур кондиционални је глаголски облик у турском језику, за глагол пити има следећи облик:
  - 1. лице једнине 
  - 2. лице једнине 
  - 3. лице једнине 
  - 1. лице множине 
  - 2. лице множине 
  - 3. лице множине 'içecekseler
- Турски језик обилује глаголским начинима, поред императива, кондиционала аористног, презентског, футуритивног и перфективног, турски језик још поседује глаголски начин опатив аористни, перфективни, презентни и футуритивни. Нецеситатив је глаголски начин специфичан за турски и арменски језик. Нецеситативом се најчешће изражавају инсистирање, молбе, жеље, наредбе и сл.

Императив у турском језику се формира на следећи начин (пажња на хармонизацију гласова код других примера) - пример глагол пити:
- - 1. лице једнине içeyim (приближан превод: нека пијем)
  - 2. лице једнине iç (уједно и глаголска основа)
  - 3. лице једнине 
  - 1. лице множине 
  - 2. лице множине 
  - 3. лице множине

### Ред речи у реченици
Типична турска реченица почиње субјектом а завршава предикатом, тај поредак може да буде нарушен на пример у поезији или прози.

## Гласовна хармонија
Специфичност турског језика је тзв. гласовна хармонија.
Самогласници у речи се подређују типу самогласника у првом слогу. Ако је први самогласник нпр. задњи/ предњи/ онда су и сви остали самогласници задњи/ предњи. Веларна/палатална хармонија је надређена лабилној хармонији.

## Формирање нових речи
Турски језик обимно користи аглутинацију за формирање нових речи од именица и глагола, тј. њихових коријена.
Пример речи изведене од именског корена:
| Турски | Компоненте | Српски           | Врста речи |
| ------ | ---------- | ---------------- | ---------- |
|        |            | око              | Именица    |
|        |            | наочаре          | именица    |
|        |            | оптичар          | Именица    |
|        |            | оптичарска фирма | Именица    |
|        |            | посматрање       | Именица    |
|        |            | посматрач        | Именица    |
|        |            | посматрати       | Глагол     |
|        |            | посматрати       | Глагол     |

Пример формирања речи на глаголској основи:
| Турски | Компоненте | Српски                   | Врста речи |
| ------ | ---------- | ------------------------ | ---------- |
|        |            | лећи                     | Глагол     |
|        |            | легати                   | Глагол     |
|        |            | лежећи                   | Придев     |
|        |            | кревет, место за спавање | Именица    |
|        |            | хоризонталан             | Придев     |
|        |            | пораст                   | Адјецтиве  |
|        |            | одложити                 | Глагол     |
|        |            | одлагати                 | Глагол     |
|        |            | улагање                  | Именица    |
|        |            | улагач                   | Именица    |

Нове речи се такође могу креирати комбиновањем неколико постојећих речи:
| Турски | Српски     | Саставне речи                       | Дословно значење   |
| ------ | ---------- | ----------------------------------- | ------------------ |
|        | понедељак  | (недеља) и (после)                  | после недјеље      |
|        | рачунар    | (информација) i (рачунати, бројати) | бројач информација |
|        | небодер    | (небо) и (бости)                    | небо бости         |
|        | палац      | (примарни) и (прст)                 | примарни прст      |
|        | предрасуда | (пре) и (суђење)                    | прије суђења       |

## Пример текста
Члан 1 Универзалне декларације о људским правима
```
Bütün insanlar hür, haysiyet ve haklar bakımından eşit doğarlar.
Akıl ve vicdana sahiptirler ve birbirlerine karşı kardeşlik zihniyeti
ile hareket etmelidirler.

```

## Турцизми
У српском језику постоји 8965 турцизама. Неки од њих су:
| Турски   | Српски  |
| yastık   | јастук  |
| yorgan   | јорган  |
| böbrek   | бубрег  |
| bakır    | бакар   |
| börek    | бурек   |
| kapı     | капија  |
| kaldırım | калдрма |
| bayrak   | барјак  |
| alet     | алат    |
| kalay    | калај   |
| çelik    | челик   |
| kayısı   | кајсија |
| dut      | дуд     |
| çekiç    | чекић   |
| badem    | бадем   |
| tepsi    | тепсија |
| çakal    | шакал   |
| sandık   | сандук  |
| oda      | одаја   |
| köprü    | ћуприја |
| parça    | парче   |
| yelek    | јелек   |
| boya     | боја    |